# Queenpins
Queenpins es una película de comedia estadounidense de 2021 escrita y dirigida por Aron Gaudet y Gita Pullapilly y protagonizada por Kristen Bell, Kirby Howell-Baptiste, Paul Walter Hauser, Bebe Rexha y Vince Vaughn. Ben Stiller fue productor ejecutivo del filme bajo su marca Red Hour Productions. La trama se inspiró en la historia real de tres mujeres que recaudaron millones de dólares mediante la venta de cupones falsos, descrita como la mayor estafa de cupones falsificados en la historia de Estados Unidos.
Estrenada en Estados Unidos el 10 de septiembre de 2021 por STXfilms, la película recibió críticas variadas, pero fue un fracaso de taquilla, recaudando solo 1,2 millones de dólares frente a un presupuesto de producción de veinte millones de dólares. En enero de 2024, Netflix obtuvo los derechos de transmisión y el filme se transformó en un éxito en la plataforma, alcanzando el número siete a nivel mundial con 4,4 millones de transmisiones en una semana. La revalorización de Queenpins también se vio reflejada con un puntaje positivo de los usuarios del sitio Rotten Tomatoes.

## Trama
La abatida y frustrada ama de casa Connie Kaminski, ex corredora olímpica tres veces ganadora de medallas de oro, ha seguido el camino de vida convencional que le marcó la sociedad desde que era joven. Sus sacrificios nunca han sido apreciados y su esposo Rick, un especialista en auditoría del Servicio de Impuestos Internos de los Estados Unidos, sus seres queridos y el resto de la sociedad la han pasado por alto. Alienada por su aburrida existencia de estar desempleada y haber sufrido un aborto espontáneo en un intento de concebir un hijo, Connie se compadece de su mejor amiga Joanna «JoJo» Johnson, quien no ha podido conseguir un empleo adecuado desde que le robaron su identidad y, por lo tanto, vive con su madre Josephine e intenta generar ingresos haciendo videos de YouTube mientras es cortejada por el cartero local, Earl.
Después de un día particularmente frustrante, Connie escribe una carta de queja a General Mills porque los Wheaties que comió estaban rancios y pronto recibe un cupón para una caja de cereal gratis. Greg Garcia, cajero de su tienda local A&G Family Marts, le explica que las empresas habitualmente responden a las cartas de queja enviando cupones para artículos gratuitos. Luego, ella y JoJo se enteran de que los cupones provienen de una fábrica de Advanced Solutions en Chihuahua, México, y deciden viajar allí y recolectar los cupones. Se encuentran con los empleados casados Alejandro y Rosa Díaz, quienes acceden a enviarles los cupones no utilizados. Posteriormente, el dúo comienza su propio sitio web y su pequeña empresa «Savvy Super Saver», que les ayuda a vender numerosos cupones y generar ganancias. Sin embargo, Ken Miller, un desventurado responsable de prevención de pérdidas de las tiendas A&G Family Marts en el suroeste de Estados Unidos, se entera de los cupones y las pérdidas que están sufriendo varias empresas y presiona a sus superiores antes de decidir finalmente encargarse del caso él mismo.
La cuenta de las mujeres está congelada debido a una actividad sospechosa, por lo que Connie se da cuenta de que necesitan demostrar que su negocio es legítimo. Se ponen en contacto con la hacker que robó la identidad de JoJo, Tempe Tina, y las lleva a su ubicación secreta, donde les instruye sobre cómo ocultar su operación y asegurar su dinero, sugiriendo que usen la marca de cosméticos de JoJo, «Back 2 Black», para disfrazar su negocio de cupones. Después de seis meses, se dan cuenta de que su dinero es seguro de usar, pero como está sucio, necesitan gastarlo y limpiarlo. Comienzan a comprar cosas como autos deportivos, barcos, aviones y armas, pero Tina luego critica su gasto excesivo y les dice que debido a que su dinero siempre estuvo limpio, sus compras solo las hacen parecer más sospechosas y les indica que vendan todas sus grandes compras.
Mientras tanto, Ken trabaja con el inspector postal Simon Kilmurry. El dúo se une en su misión, y Simon simpatiza con la inquebrantable devoción de Ken por la prevención de pérdidas. Entrevistan a personas de las tiendas de comestibles que frecuentan las mujeres, casi todas las cuales reconocen a Connie debido a su uso constantemente irritante de cupones, e incluso la vinculan con éxito al sitio web «Savvy Super Saver» por usar su eslogan mientras compra. Luego, el dúo entrevista a un grupo de trabajadores postales, que recuerdan a JoJo, especialmente porque Earl siempre está viendo sus videos.
Después de reunir pruebas suficientes, Simon y Ken finalmente consiguen arrestarlas. Mientras JoJo queda en libertad bajo fianza, Rick visita a Connie solo para poder regañarla, ya que Simon le informó que ella y JoJo han defraudado a más de 240 empresas por decenas de millones de dólares. Cansada de su falta de apoyo, ella le dice que quiere el divorcio. Aunque se enfrentan a una condena de cuarenta años a cadena perpetua, las empresas que victimizaron presionan a los tribunales para que sean indulgentes y así evitar la mala prensa, lo que resulta en diez días de prisión más un año de libertad condicional para JoJo y once meses de encarcelamiento (elegible para libertad condicional en ocho) para Connie. Aunque la mayoría de sus ganancias fraudulentas han sido confiscadas, tienen cientos de miles de dólares de sus actividades ilegales escondidos, y JoJo comienza una relación con Earl y se muda a Montenegro, donde la pareja puede reanudar las estafas tras la liberación de Connie, desde un país sin extradición. También se revela que Connie, después de numerosos intentos fallidos de concebir después de su aborto espontáneo, finalmente queda embarazada mediante fecundación in vitro.

## Reparto
- Kristen Bell como Connie Kaminski
- Kirby Howell-Baptiste como Joanna «JoJo» Johnson
- Paul Walter Hauser como Ken Miller
- Vince Vaughn como Simon Kilmurry
- Joel McHale como Rick Kaminski
- Bebe Rexha como Tempe Tina
- Dayo Okeniyi como Earl
- Greta Oglesby como Josephine «Mama Josie» Johnson
- Jack McBrayer como Agente Park
- Michael Masini como Agente Harris
- Annie Mumolo como Crystal
- Stephen Root como Agente Flanagan
- Paul Rust como Albert Anderson
- Timm Sharp como el traficante de armas
- Eduardo Franco como Greg Garcia
- Nick Cassavetes como Capitán Pain

## Producción
En mayo de 2019, se anunció que Kristen Bell y Leslie Jones se habían unido al elenco de la película, con Aron Gaudet y Gita Pullapilly como directores, a partir de un guion escrito por ellos. En julio de 2020, se anunció que Paul Walter Hauser y Vince Vaughn se habían unido al elenco. En septiembre de 2020, Kirby Howell-Baptiste reemplazó a Jones y Ben Stiller se unió como productor ejecutivo bajo su marca Red Hour Productions, con STX Entertainment como distribuidora. En octubre de 2020, Bebe Rexha se unió al elenco. En diciembre de 2020, Dayo Okeniyi, Joel McHale, Nick Cassavetes, Michael Masini, Paul Rust, Eduardo Franco, Marc Evan Jackson, Lidia Porto, Greta Oglesby, Jack McBrayer y Annie Mumolo se unieron al elenco.
El rodaje comenzó en octubre de 2020, durante la pandemia de COVID-19.

## Estreno
En junio de 2021, Showtime y Paramount+ adquirieron los derechos de transmisión y televisación paga de la película en EE. UU. por aproximadamente veinte millones de dólares. Fue estrenada el 10 de septiembre de 2021.
En enero de 2024, Netflix obtuvo la licencia para la distribución mundial de Queenpins. La película obtuvo rápidamente la aprobación del público y alcanzó el puesto número siete en la lista mundial de películas de la plataforma. Entre el 15 de enero y el 21 de enero, Queenpins se reprodujo 4,4 millones de veces.

## Recepción

### Taquilla
La película recaudó 326 012 dólares en Rusia, 221 109 dólares en Ucrania, 200 244 dólares en Países Bajos, 123 281 dólares en Emiratos Árabes Unidos, 88 609 dólares en Hungría, 41 810 dólares en Croacia, 18 354 dólares en Lituania, 11 774 dólares en Islandia, 5900 dólares en Sudáfrica y 5501 dólares en Portugal.

### Crítica
En el sitio web agregador de reseñas Rotten Tomatoes, la película tiene un índice de aprobación del 48 % basado en 61 reseñas con una calificación promedio de 5,50/10. El consenso de los críticos del sitio dice: «El humor vulgar y la narración inconsistente socavan el talentoso elenco de Queenpins, lo que hace que esta comedia de cupones sea una ganga decepcionantemente pobre». En Metacritic, la película tiene una puntuación promedio ponderada de 45 sobre 100, según sobre 20 críticos, lo que indica «críticas mixtas o promedio». Tras su estreno a través de Netflix a principios de 2024, Queenpins fue revalorizada por el público y alcanzó un índice de aprobación del 82 % de parte de la audiencia de Rotten Tomatoes.
La actuación de Hauser como el especialista en fraude Ken Miller recibió elogios de los críticos, que destacaron su química en pantalla con Vaughn y señalaron que la película lo estableció como actor de comedia después de su papel decisivo en Richard Jewell de 2019.